# 吉爾吉斯字母
吉爾吉斯文字，是書寫吉爾吉斯語的文字。目前，吉爾吉斯語使用兩種官方文字。其中之一基於西里爾字母，在吉爾吉斯斯坦和前蘇聯其他國家使用。第二種文字基於阿拉伯字母，在中國使用。吉爾吉斯人在古代曾使用鄂爾渾古突厥文。
在1927年引入第一個基於拉丁語的字母之前，阿拉伯文傳統上用於書寫吉爾吉斯語。今天，中國柯爾克孜族、及阿富汗、巴基斯坦的吉爾吉斯人仍使用阿拉伯字母。新突厥字母在1930年代在蘇聯使用，直到被西里爾字母取代。吉爾吉斯語西里爾字母是吉爾吉斯斯坦使用的字母表。它包含36個字母：33個來自俄語字母表，另外3個字母用於吉爾吉斯語的發音：Ң、Ү、Ө。
在國內，對吉爾吉斯語採用拉丁字母的想法反應不一。2022年9月，吉爾吉斯斯坦國家語言和語言政策國家委員會主席卡尼別克·奧斯莫納利耶夫宣佈，正在考慮改用拉丁字母。然而，幾個月後，在奧斯莫納利耶夫重申他將官方文字從西里爾字母改為拉丁語以使該國與其他突厥語國家保持一致的提議之後，俄羅斯暫停了對吉爾吉斯斯坦的乳製品出口。奧斯莫納利耶夫受到總統薩德爾·扎帕羅夫的譴責，他隨後澄清說吉爾吉斯斯坦沒有計劃取代西里爾字母。